# Європейське космічне агентство
Європе́йське космі́чне аге́нтство, ЄКА (European Space Agency, ESA) — міжнародна організація, що займається здійсненням спільних космічних досліджень, а також практичним використанням штучних супутників. Заснована 30 травня 1975 року. Штаб-квартира розташована в Парижі. ЄКА має в штаті 2000 працівників, а річний бюджет становить близько 5,25 млрд євро / 5,7 млрд дол. (2016).

## Країни-учасники

Країни-члени ЄКА
Країни-співробітники ЄКА
Підписали угоду про співробітництво

### Засновники (учасники з1975)
- Бельгія
- Велика Британія
- Данія
- Іспанія
- Італія
- Нідерланди
- Німеччина
- Франція
- Швейцарія
- Швеція

### Інші учасники
- Ірландія (з 10 грудня 1980 року)
- Австрія (з 30 грудня 1986 року)
- Норвегія (з 30 грудня 1986 року)
- Фінляндія (з 1 січня 1995 року)
- Португалія (з 14 листопада 2000 року)
- Греція (з 9 березня 2005 року)
- Люксембург (з 30 червня 2005 року)
- Чехія (з 12 листопада 2008 року)
- Румунія (з 22 грудня 2011 року)
- Польща (з 19 листопада 2012 року)
- Естонія (з 4 лютого 2015 року)
- Угорщина (з 24 лютого 2015 року)

Словенія, Латвія, Словаччина, Литва, Болгарія i  Канада беруть участь в окремих проєктах. Україна, Туреччина, Кіпр, Ізраїль i Мальта підписала угоду про співробітництво з Європейським космічним агентством.
У липні 2022 року ЄКА припинило співпрацю з Роскосмосом у проєктах з вивчення Марса.

## Проєкти

### Виконані проєкти

#### Космічний телескоп Hipparcos
Астрометричний проєкт Hipparcos був призначений для високоточного вимірювання паралаксів зір, визначення відстані до них та вимірювання їх власного руху. Його назва — акронім від англ. High precision parallax collecting satellite — супутник для збирання високоточних паралаксів, була співзвучною з ім'ям грецького астронома Гіппарха.
Розробка проєкту почалася 1980 року. Супутник було запущено у серпні 1989 року. Через відмову двигуна телескоп не було виведено на заплановану геостаціонарну орбіту. Утім, спостереження можна було здійснювати й на геоперехідній орбіті, щоправда, внаслідок перетину радіаційних поясів частина спостережень (близько третини) втрачалася. Телескоп працював до березня 1993 року, коли експеримент було достроково припинено. Обробка результатів тривала до серпня 1996 року, результати було опубліковано в червні 1997 року.
Загальні витрати (включаючи витрати на обробку даних) склали близько 600 млн євро. За результатами основного експерименту було визначено астрометричні параметри понад сто тисяч зір із точністю, яка на два порядки перевершувала найкращі наземні виміри, а за результатами додаткового експерименту (який отримав назву Tycho — на честь Тихо Браге) було визначено астрометричні параметри ще мільйона зір. Точність вимірів додаткового експерименту була меншою, але вона також перевершувала найкращі наземні виміри. У тому ж експерименті Tycho було визначено ще й фотометричні параметри того ж мільйона зір. Точність дещо поступалася найкращим наземним вимірам, але фотометрію вперше було зроблено для всього небосхилу одним інструментом. За результатами місії опубліковано два зоряні каталоги, які мають більшу точність та краще задовольняють потреби астрономів, аніж каталоги, створені за результатами наземних спостережень.

#### Автоматичний космічний зонд «Rosetta»
«Rosetta» — космічний зонд, запущений Європейським космічним агентством 2 березня 2004 року. Мета польоту — дослідження комети Чурюмова — Герасименко. Апарат складається з двох частин: власне космічного зонда «Розетта» (англ. Rosetta space probe), що вийшов на орбіту комети, та спускового модуля «Філи» (англ. Philae lander). У серпні 2014 року апарат підійшов упритул до комети та супроводжував її до Сонця. Зонд здійснив м'яку посадку на комету 12 листопада 2014 року[джерело?]. Місію апарата завершено 30 вересня 2016 року.

#### Космічний телескоп «Гершель»
Космічний апарат запустили 14 травня 2009 року з космодрому Куру у Французькій Гвіані. Разом із телескопом «Гершель» цієї ж ракетою-носієм було виведено на орбіту астрономічний супутник «Планк». Вартість проєкту (з вартістю об'єднаного запуску) становила приблизно 1,9 мільярда євро.
Космічний телескоп із діаметром дзеркала 3,5 м виконував спостереження в інфрачервоному діапазоні.
Апарат обертався навколо точки Лагранжа L2, яка розташована на відстані близько 1,5 млн км від Землі у бік, протилежний Сонцю.
Основна наземна станція, що забезпечувала діяльність телескопа — антена глибокого космосу в Нью-Норсії (Австралія), що належить Європейському космічному агентству.
Функціонування було розраховано на три роки. Основним обмежуючим фактором було випаровування гелію з кріостату, що забезпечує охолодження детекторів до робочої температури у 2K. Кріостат містив близько 2000 літрів рідкого гелію у стані надплинності. Гелій поступово випаровувався і в травні 2013 року роботу телескопа було припинено.

#### Автоматичний вантажний космічний корабель
Починаючи із 1995 року, Європейське космічне агентство витратило близько 1,9 мільярда доларів США на проєктування і створення першого вантажного корабля та на створення наземного обладнання для слідкування і керування кораблем. Вартість власне європейського вантажного корабля становить 304 мільйони доларів, а повні витрати на політ одного вантажівника становлять 532 мільйони доларів. У проєкті створення європейської космічної вантажівки брали участь 10 країн. Основні витрати (близько 47 %) несе Франція, доля Німеччини — 24 %, Італії — 13 %. Перший старт здійснено 9 березня 2008 року. Корабель отримав назву «Жюль Верн». Він успішно пристикувався до Міжнародної космічної станції (МКС) 3 квітня та доставив туди близько 5 тонн вантажів.
Польоти європейської космічної вантажівки керувалися командою із 60 осіб із центру управління польотами (ЦУП), що розташований у Тулузі (Франція). Надалі передбачалося запускати один корабель кожні 13—15 місяців, однак 2014 року програму було завершено.

### Поточні космічні проєкти

#### Астрометричний телескоп «Gaia»
Gaia — космічний телескоп Європейського космічного агентства (ЄКА), головною ціллю якого є точне визначення положень зір на небі, зокрема вимірювання відстаней до них паралактичним методом. Місія Gaia є науковою наступницею місії ЕКА Hipparcos (1989-1993), але досліджує в 10 000 разів більше об’єктів і визначає їхні позиції в 200 разів точніше. Gaia спеціалізується на об’єктах від 3 до 21 зоряної величини, втрачаючи як найяскравіші, так і занадто тьмяні зорі. Космічний апарат був запущений 19 грудня 2013 року з космодрому Куру за допомоги російської ракети-носія Союз-СТ-Б і невдовзі після того його вивели на орбіту Ліссажу навколо точки Лагранжа L.

#### Автоматична міжпланетна станція «Hera»
9 жовтня 2024 року, компанія SpaceX запустила автоматичну міжпланетну станцію (АМС) Європейського космічного агентства (ЄКА) до навколоземного астероїда Дідім. Запуск було здійснено в рамках місії Hera. Запуск був проведений з мису Канаверал у Флориді (США). Запуск станції пройшов штатно, Falcon 9 вивела космічний корабель «Hera» на орбіту приблизно через 76 хвилин після другого спрацьовування верхнього ступеня, що було необхідно для виведення АМС на міжпланетну траєкторію. Згідно плану польоту, автоматична міжпланетна станція «Hera» долетить до навколоземного астероїда Дідім, безпечного для нашої планети, який максимально наближався до Землі на відстань 7,18 млн км. Далі «Hera» відвідає супутник астероїда Дідім – Діморфос.

#### Інші поточні проєкти
- «Евклід» — космічний телескоп видимого та ближнього інфрачервоного діапазону.
- «Марс-експрес» — автоматична міжпланетна станція (ЄКА), що призначена для дослідження Марса.
- Jupiter Icy Moons Explorer (JUICE) — космічний апарат для вивчення системи Юпітера, зокрема його супутників. Запуск заплановано на 2022 рік, прибуття до системи Юпітера — 2029 року.

### Проєкти в розробці
- Laser Interferometer Space Antenna (LISA) — космічний інтерферометр для виявлення та вимірювання гравітаційних хвиль.
- Asteroid Impact & Deflection Assessment (AIDA) — вивчення кінетичних ефектів від зіткнення космічного апарата з астероїдом[13].
- Європейський аналог Starlink — Європейське космічне агентство разом з Єврокомісією, країнами союзу, ти приватними компаніями планує витратити 6,8 млрд євро на будівництво супутникової системи до 2027 року[14][15][16].
- Європейське космічне агентство (ЄКА) фінансує декілька досліджень, які вивчатимуть використання ядерного ракетного двигуна для дослідження далекого космосу. Ядерний електричний двигун (NEP) потенційно може подолати існуючі обмеження та запустити космічні місії в нову епоху, дозволяючи людству досягати космосу далі, ніж будь-коли раніше. Одне з досліджень, які фінансує ЄКА, а саме — «Попередня Європейська оцінка ядерної електричної установки для космічних застосувань (RocketRoll)», ведеться вченими з Празького університету, Штутгартського університету та інженерами з OHB Czechspace та OHB System у Бремені (Німеччина)[17].